# Barnús moresc
|  | Aquest article tracta sobre una vestidura moresca usada als Països Catalans a l'època medieval. Vegeu-ne altres significats a «Barnús». |

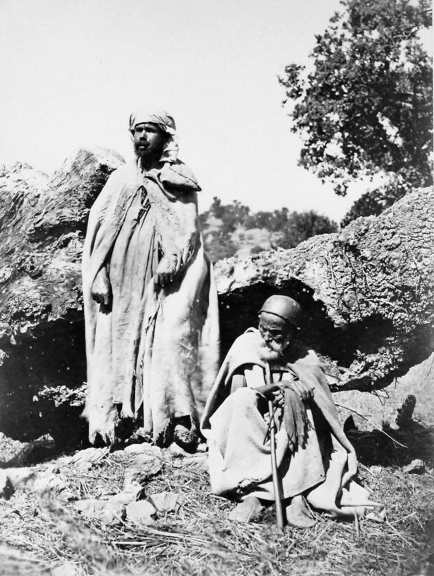
Pagesos de Cabília amb barnús

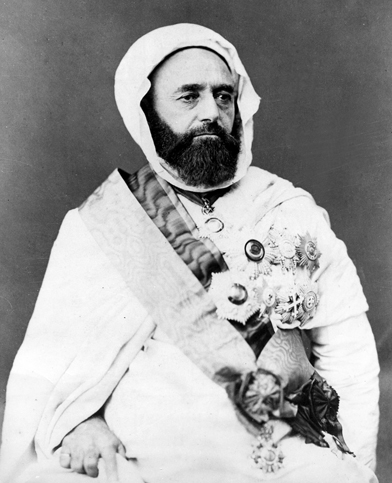
L'emir algerià Abd-al-Qàdir amb barnús

Un barnús és una vestidura d'abrigar masculina consistent en un mantell tanca de llana o de cotó, teixit d'una sola peça i amb caputxa, que es fa servir al Magrib. A l'edat mitjana (segles xiii i xiv) era usada també per cristians de la península Ibèrica i a les illes Balears, posteriorment a la capa romana cordada amb fíbula per davant o sobre l'espatlla dreta i a la capa amb caputxó. El barnús que va substituir aquestes capes al segle xiii era també una capa tancada cap al pit però oberta i de gran vol per a baix, primer arribava fins als talons fins que als últims anys de l'edat mitjana es va escurçar. A més, a Egipte el barnús era usat pels mamelucs.

## Etimologia
El mot català barnús ve directament de l'àrab al-burnus (البرنس). Originàriament, el terme en àrab al·ludia a una mena de casquet que es feia amb un tipus de tela de llana que es teixia sense tenyir, i després ha passat a designar aquesta altra peça de vestir, que també es fa amb llana de diversos animals i gairebé sempre sense tenyir.

## Ús actual
Al Magrib, el barnús va néixer com a peça d'abrigar que hom es posava pel damunt de la resta de peces de roba. La portaven tradicionalment ramaders i pagesos, sobretot per a protegir-se del fred a la nit, tot i que més endavant també es va estendre a altres capes socials. El barnús sol ser de color blanc o cru, o més rarament blau o negre. A Algèria, les núvies porten un barnús específic de noces.
A la zona de l'Atles, les dones teixegen uns barnussos molt fins i delicats, de color marró, fets amb pèl de dromedari. El color del barnús és el natural del pèl d'aquest animal, que és arrissada i gruixuda, però molt suau i s'obté una vegada a l'any quan s'esquilen els dromedaris. Aquest pèl no es tenyeix, però sí que se li treuen les impureses, es renta, se seca, es pentina i s'hi desfan els nussos i es fa estovar. El teixit es fa entrecreuant els fils a mà amb l'ajut de bastidors. Així, malgrat l'aspecte discret del barnús, per la feina que representa fer-lo ha esdevingut un símbol de poder, i actualment el porten polítics i homes de l'alta societat a Algèria.
A Cabília els barnussos es fan amb llana de be o de xai, també el fan les dones segons la tradició passada de mares a filles. Segons el color natural del pèl, aquests barnussos, que solen ser blancs, poden anar dels tons blancs a marrons. Els barnussos de pèl de be o xai els porten els homes, mentre que les dones d'aquesta regió porten una peça de roba similar però de cotó.
Al Magrib, altres peces de roba similars que es poden portar en comptes del barnús de llana són, per exemple, una gel·laba o bé una capa anomenada selham o azenar al sud del Marroc. Quan el barnús és de seda o de cotó, hi rep el nom de "barnús de Meknes".

## Curiositats
A la pel·lícula Star Wars, el vestit usat pels monjos Jedi és un barnús, atès que el film es va filmar a Tunísia, on és comú veure als carrers aquesta peça.